# Vaelico

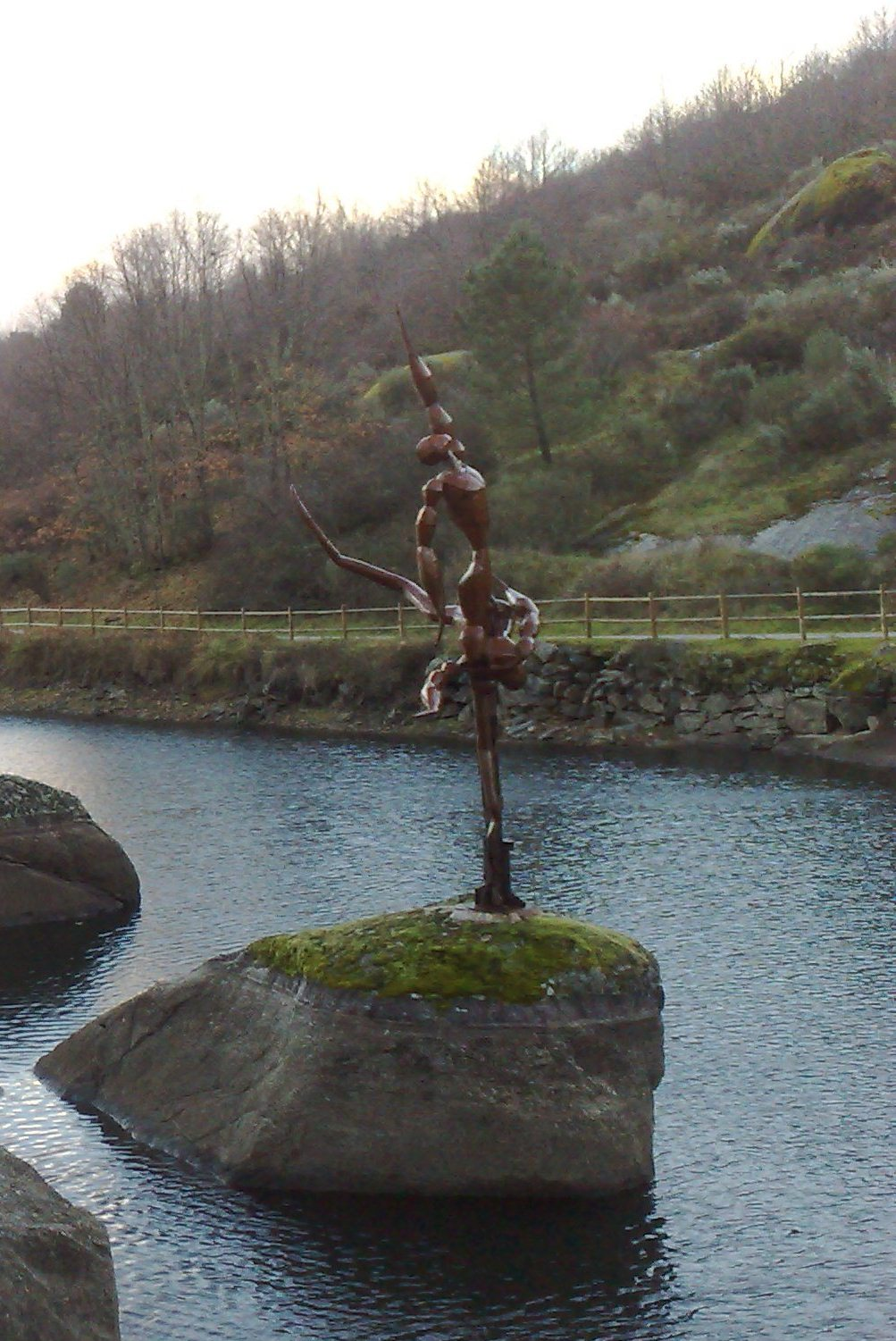
Escultura "El baño de Ataecina" con el dios Vaelico y la diosa Ataecina.

Vaélico o Vélico es un dios hispano de la Edad del Hierro, adorado por la antigua tribu de los vetones en el oeste de la península ibérica. Representa el inframundo y el más allá, pero también es protector de la naturaleza, bosques y montañas. Se le ha identificado con Endovélico, el dios principal de los lusitanos.

## Etimología
Al igual que con Endovélico, la etimología de su nombre podría originarse en vailos, el sustantivo celta para «lobo».

## Culto
Se conserva un santuario dedicado a Vaélico en Postoloboso, en los exteriores del Castro del Raso, asentamiento vetón en el municipio de Candeleda, cuyo nombre también evoca claramente al lobo.

## En la cultura popular
El escultor salmantino Fernando Sánchez Blanco realizó para el ayuntamiento de Arenas de San Pedro (Ávila) una escultura titulada El baño de Ataecina en la que aparecen representados la diosa Ataecina acompañada de Vaelico.
El dibujante Andreu Ponsirenas Santón creó el cómic de Valios, la leyenda del dios lobo inspirado en la figura del dios Vaelico.
El nombre de la banda madrileña de neofolk Vael se inspira en esta deidad, usando la figura del lobo como referencia en sus trabajos.
La banda maña Salduie publica en su disco, "Belos", del 2016 la canción "El Aullido de Vaélico".
Aparece en la novela "Tarvos, de Tartessos a la Galia" de la escritora Elisa Rivero Bañuelos, durante un sacrificio humano en el altar del castro de Ulaca. Uno de los personajes secundarios es sacerdotisa de Vaélico. Así mismo, también aparece en la novela "La Sinagoga de Abadón" de José Manuel Santa Bárbara Pérez, como un dios adorado por una cofradía de hombres-lobo en el siglo XIV, con la que el protagonista tendrá contacto.